# Lepidopilum spinosum
Lepidopilum spinosum là một loài rêu trong họ Daltoniaceae. Loài này được Müll. Hal. A. Jaeger mô tả khoa học đầu tiên năm 1877.